# Vinezac
Vinezac – miejscowość i gmina we Francji, w regionie Owernia-Rodan-Alpy, w departamencie Ardèche.
Według danych na rok 1990 gminę zamieszkiwało 856 osób, a gęstość zaludnienia wynosiła 78 osób/km² (wśród 2880 gmin regionu Rodan-Alpy Vinezac plasuje się na 866. miejscu pod względem liczby ludności, natomiast pod względem powierzchni na miejscu 1051.).

## Populacja

Populacja Vinezac w latach 1962-2008